# Ayrton Preciado

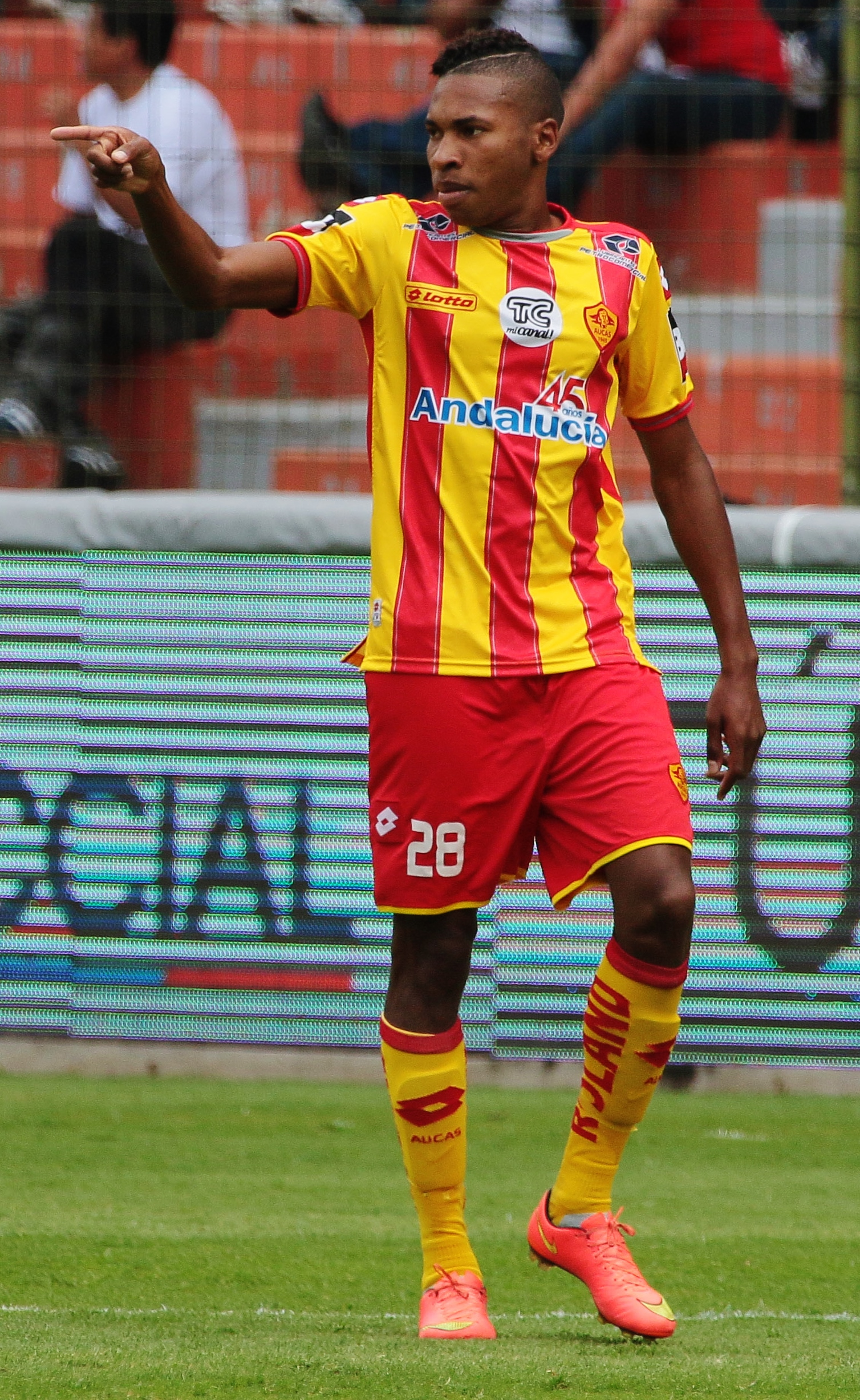
Preciado jugando con Aucas.

Eduar Ayrton Preciado García (Esmeraldas, Ecuador; 17 de julio de 1994), conocido como Ayrton Preciado, es un futbolista ecuatoriano. Juega como delantero o extremo y su equipo actual es Aldosivi de la Primera División de Argentina.

## Trayectoria

### Deportivo Quito
Se inició en el Club Atlético Juventus de Esmeraldas y luego Preciado pasó a formar parte de las categorías inferiores del Deportivo Quito. En el 2010 pasa a jugar con el plantel de primera del equipo chulla, debutando en Serie A de Ecuador en ese mismo año. 

### Clube Desportivo Trofense
Las buenas actuaciones hacen que a mediados de 2013 año firme un contrato con el Trofense de Portugal. Con el equipo de la ciudad de Trofa, su primera experiencia internacional, registra buenas actuaciones jugando la mayoría de partidos como titular y ayudando al equipo con goles importantes para mantener la categoría.

### Leixões Sport Club
Para la temporada 2014-2015 es fichado por el Leixões Sport Club.

### Aucas
A mediados de la temporada 2015 regresa a Ecuador fichando por Aucas.

### Emelec
El volante ecuatoriano Ayrton Preciado fue contratado por el Club Sport Emelec, para reforzar el primer plantel.
Emelec adquirió los derechos deportivos del jugador, que firmó un contrato con el club por cuatro temporadas, donde tuvo destacadas actuaciones, lo que llevó a convertirse en un jugador muy importante en el equipo hasta su transferencia al fútbol mexicano.

### Santos Laguna
Desde 2018 hasta finales de 2022 jugó en el Club Santos Laguna de la Primera División de México. El 9 de febrero de 2023 el club informó la culminación anticipada del contrato con el jugador, después de no rendir lo mínimo esperado.

## Selección nacional
Fue convocado por primera vez a la selección ecuatoriana de fútbol, para los partidos de clasificación por eliminatorias Rusia 2018, contra las selecciones de Uruguay y Venezuela. El 14 de noviembre de 2022 fue incluido en la lista final para la Copa Mundial Catar 2022.

### Participaciones en Copas Mundiales
| Mundial              | Sede  | Resultado      | Partidos | Goles |
| -------------------- | ----- | -------------- | -------- | ----- |
| Copa Mundial de 2022 | Catar | Fase de grupos | 0        | 0     |

### Participaciones en eliminatorias
| Eliminatorias      | Sede            | Resultado      | Partidos | Goles |
| ------------------ | --------------- | -------------- | -------- | ----- |
| Eliminatorias 2018 | América del Sur | No clasificado | 1        | 0     |
| Eliminatorias 2022 | América del Sur | Clasificado    | 7        | 0     |

### Participaciones en Copa América
| Copa              | Sede   | Resultado        | Partidos | Goles |
| ----------------- | ------ | ---------------- | -------- | ----- |
| Copa América 2019 | Brasil | Primera fase     | 3        | 0     |
| Copa América 2021 | Brasil | Cuartos de final | 4        | 2     |

### Partidos internacionales
Actualizado al último partido disputado el 1 de febrero de 2022.
| \| N.° \| Fecha \| Ciudad \| Rival \| Resultado \| Resultado \| Competencia \| \| --- \| ------------------------ \| ---------------- \| ----------------- \| --------- \| --------- \| ----------------------------------- \| \| 1. \| 22 de febrero de 2017 \| Guayaquil \| Honduras \| 3-1 \| Victoria \| Amistoso \| \| 2. \| 8 de junio de 2017 \| Boca Ratón \| Venezuela \| 1-1 \| Empate \| Amistoso \| \| 3. \| 13 de junio de 2017 \| Harrison \| El Salvador \| 3-0 \| Victoria \| Amistoso \| \| 4. \| 26 de julio de 2017 \| Guayaquil \| Trinidad y Tobago \| 3-1 \| Victoria \| Amistoso \| \| 5. \| 5 de octubre de 2017 \| Santiago \| Chile \| 1-2 \| Derrota \| Eliminatorias al Mundial Rusia 2018 \| \| 6. \| 7 de septiembre de 2018 \| Harrison \| Jamaica \| 2-0 \| Victoria \| Amistoso \| \| 7. \| 11 de septiembre de 2018 \| Bridgeview \| Guatemala \| 2-0 \| Victoria \| Amistoso \| \| 8. \| 12 de octubre de 2018 \| Doha \| Catar \| 3-4 \| Derrota \| Amistoso \| \| 9. \| 16 de octubre de 2018 \| Doha \| Omán \| 0-0 \| Empate \| Amistoso \| \| 10. \| 16 de noviembre de 2018 \| Lima \| Perú \| 2-0 \| Victoria \| Amistoso \| \| 11. \| 20 de noviembre de 2018 \| Ciudad de Panamá \| Panamá \| 2-1 \| Victoria \| Amistoso \| \| 12. \| 1 de junio de 2019 \| Miami Gardens \| Venezuela \| 1-1 \| Empate \| Amistoso \| \| 13. \| 9 de junio de 2019 \| Arlington \| México \| 2-3 \| Derrota \| Amistoso \| \| 14. \| 16 de junio de 2019 \| Belo Horizonte \| Uruguay \| 0-4 \| Derrota \| Copa América 2019 \| \| 15. \| 21 de junio de 2019 \| Salvador \| Chile \| 1-2 \| Derrota \| Copa América 2019 \| \| 16. \| 24 de junio de 2019 \| Belo Horizonte \| Japón \| 1-1 \| Empate \| Copa América 2019 \| \| 17. \| 4 de junio de 2021 \| Porto Alegre \| Brasil \| 0-2 \| Derrota \| Eliminatorias al Mundial Catar 2022 \| \| 18. \| 13 de junio de 2021 \| Cuiabá \| Colombia \| 0-1 \| Derrota \| Copa América 2021 \| \| 19. \| 20 de junio de 2021 \| Río de Janeiro \| Venezuela \| 2-2 \| Empate \| Copa América 2021 \| \| 20. \| 23 de junio de 2021 \| Goiânia \| Perú \| 2-2 \| Empate \| Copa América 2021 \| \| 21. \| 27 de junio de 2021 \| Goiânia \| Brasil \| 1-1 \| Empate \| Copa América 2021 \| \| 22. \| 10 de octubre de 2021 \| Caracas \| Venezuela \| 1-2 \| Derrota \| Eliminatorias al Mundial Catar 2022 \| \| 23. \| 14 de octubre de 2021 \| Barranquilla \| Colombia \| 0-0 \| Empate \| Eliminatorias al Mundial Catar 2022 \| \| 24. \| 11 de noviembre de 2021 \| Quito \| Venezuela \| 1-0 \| Victoria \| Eliminatorias al Mundial Catar 2022 \| \| 25. \| 16 de noviembre de 2021 \| Santiago \| Chile \| 2-0 \| Victoria \| Eliminatorias al Mundial Catar 2022 \| \| 26. \| 27 de enero de 2022 \| Quito \| Brasil \| 1-1 \| Empate \| Eliminatorias al Mundial Catar 2022 \| \| 27. \| 1 de febrero de 2022 \| Lima \| Perú \| 1-1 \| Empate \| Eliminatorias al Mundial Catar 2022 \| |                          |                  |                   |           |           |                                     |
| N.° | Fecha                    | Ciudad           | Rival             | Resultado | Resultado | Competencia                         |
| 1. | 22 de febrero de 2017    | Guayaquil        | Honduras          | 3-1       | Victoria  | Amistoso                            |
| 2. | 8 de junio de 2017       | Boca Ratón       | Venezuela         | 1-1       | Empate    | Amistoso                            |
| 3. | 13 de junio de 2017      | Harrison         | El Salvador       | 3-0       | Victoria  | Amistoso                            |
| 4. | 26 de julio de 2017      | Guayaquil        | Trinidad y Tobago | 3-1       | Victoria  | Amistoso                            |
| 5. | 5 de octubre de 2017     | Santiago         | Chile             | 1-2       | Derrota   | Eliminatorias al Mundial Rusia 2018 |
| 6. | 7 de septiembre de 2018  | Harrison         | Jamaica           | 2-0       | Victoria  | Amistoso                            |
| 7. | 11 de septiembre de 2018 | Bridgeview       | Guatemala         | 2-0       | Victoria  | Amistoso                            |
| 8. | 12 de octubre de 2018    | Doha             | Catar             | 3-4       | Derrota   | Amistoso                            |
| 9. | 16 de octubre de 2018    | Doha             | Omán              | 0-0       | Empate    | Amistoso                            |
| 10. | 16 de noviembre de 2018  | Lima             | Perú              | 2-0       | Victoria  | Amistoso                            |
| 11. | 20 de noviembre de 2018  | Ciudad de Panamá | Panamá            | 2-1       | Victoria  | Amistoso                            |
| 12. | 1 de junio de 2019       | Miami Gardens    | Venezuela         | 1-1       | Empate    | Amistoso                            |
| 13. | 9 de junio de 2019       | Arlington        | México            | 2-3       | Derrota   | Amistoso                            |
| 14. | 16 de junio de 2019      | Belo Horizonte   | Uruguay           | 0-4       | Derrota   | Copa América 2019                   |
| 15. | 21 de junio de 2019      | Salvador         | Chile             | 1-2       | Derrota   | Copa América 2019                   |
| 16. | 24 de junio de 2019      | Belo Horizonte   | Japón             | 1-1       | Empate    | Copa América 2019                   |
| 17. | 4 de junio de 2021       | Porto Alegre     | Brasil            | 0-2       | Derrota   | Eliminatorias al Mundial Catar 2022 |
| 18. | 13 de junio de 2021      | Cuiabá           | Colombia          | 0-1       | Derrota   | Copa América 2021                   |
| 19. | 20 de junio de 2021      | Río de Janeiro   | Venezuela         | 2-2       | Empate    | Copa América 2021                   |
| 20. | 23 de junio de 2021      | Goiânia          | Perú              | 2-2       | Empate    | Copa América 2021                   |
| 21. | 27 de junio de 2021      | Goiânia          | Brasil            | 1-1       | Empate    | Copa América 2021                   |
| 22. | 10 de octubre de 2021    | Caracas          | Venezuela         | 1-2       | Derrota   | Eliminatorias al Mundial Catar 2022 |
| 23. | 14 de octubre de 2021    | Barranquilla     | Colombia          | 0-0       | Empate    | Eliminatorias al Mundial Catar 2022 |
| 24. | 11 de noviembre de 2021  | Quito            | Venezuela         | 1-0       | Victoria  | Eliminatorias al Mundial Catar 2022 |
| 25. | 16 de noviembre de 2021  | Santiago         | Chile             | 2-0       | Victoria  | Eliminatorias al Mundial Catar 2022 |
| 26. | 27 de enero de 2022      | Quito            | Brasil            | 1-1       | Empate    | Eliminatorias al Mundial Catar 2022 |
| 27. | 1 de febrero de 2022     | Lima             | Perú              | 1-1       | Empate    | Eliminatorias al Mundial Catar 2022 |

### Goles internacionales
| \| N.° \| Fecha \| Lugar \| Rival \| Gol \| Resultado \| Resultado \| Competición \| \| --- \| ------------------- \| ------------------------------------------------ \| --------- \| --- \| --------- \| --------- \| ----------------- \| \| 1. \| 9 de junio de 2019 \| AT&T Stadium, Arlington, Estados Unidos \| México \| 2–2 \| 2–3 \| Derrota \| Amistoso \| \| 2. \| 20 de junio de 2021 \| Estadio Nilton Santos, Río de Janeiro, Brasil \| Venezuela \| 1–0 \| 2–2 \| Empate \| Copa América 2021 \| \| 3. \| 23 de junio de 2021 \| Estadio Olímpico Pedro Ludovico, Goiânia, Brasil \| Perú \| 2–0 \| 2–2 \| Empate \| Copa América 2021 \| |                     |                                                  |           |     |           |           |                   |
| N.° | Fecha               | Lugar                                            | Rival     | Gol | Resultado | Resultado | Competición       |
| 1. | 9 de junio de 2019  | AT&T Stadium, Arlington, Estados Unidos          | México    | 2–2 | 2–3       | Derrota   | Amistoso          |
| 2. | 20 de junio de 2021 | Estadio Nilton Santos, Río de Janeiro, Brasil    | Venezuela | 1–0 | 2–2       | Empate    | Copa América 2021 |
| 3. | 23 de junio de 2021 | Estadio Olímpico Pedro Ludovico, Goiânia, Brasil | Perú      | 2–0 | 2–2       | Empate    | Copa América 2021 |

## Estadísticas

### Clubes
Actualizado al último partido disputado el 15 de agosto de 2025.
| Club                      | Div.          | Temporada     | Liga  | Liga  | Liga   | Copas nacionales | Copas nacionales | Copas nacionales | Torneos internacionales | Torneos internacionales | Torneos internacionales | Total | Total | Total  |
| Club                      | Div.          | Temporada     | Part. | Goles | Asist. | Part.            | Goles            | Asist.           | Part.                   | Goles                   | Asist.                  | Part. | Goles | Asist. |
| ------------------------- | ------------- | ------------- | ----- | ----- | ------ | ---------------- | ---------------- | ---------------- | ----------------------- | ----------------------- | ----------------------- | ----- | ----- | ------ |
| Deportivo Quito · Ecuador | 1.ª           | 2011          | 7     | 0     | 0      | —                | —                | —                | —                       | —                       | —                       | 7     | 0     | 0      |
| Deportivo Quito · Ecuador | 1.ª           | 2012          | 8     | 0     | 0      | —                | —                | —                | —                       | —                       | —                       | 8     | 0     | 0      |
| Deportivo Quito · Ecuador | 1.ª           | 2013          | 0     | 0     | 0      | —                | —                | —                | —                       | —                       | —                       | 0     | 0     | 0      |
| Deportivo Quito · Ecuador | Total club    | Total club    | 15    | 0     | 0      | 0                | 0                | 0                | 0                       | 0                       | 0                       | 15    | 0     | 0      |
| Trofense Portugal         | 3.ª           | 2013-14       | 37    | 6     | 3      | 1                | 0                | 0                | Inexistentes            | Inexistentes            | Inexistentes            | 38    | 6     | 3      |
| Trofense Portugal         | Total club    | Total club    | 37    | 6     | 3      | 1                | 0                | 0                | 0                       | 0                       | 0                       | 38    | 6     | 3      |
| Leixões Portugal          | 3.ª           | 2014-15       | 14    | 2     | 0      | —                | —                | —                | —                       | —                       | —                       | 14    | 2     | 0      |
| Leixões Portugal          | Total club    | Total club    | 14    | 2     | 0      | 0                | 0                | 0                | 0                       | 0                       | 0                       | 14    | 2     | 0      |
| Aucas · Ecuador           | 1.ª           | 2015          | 18    | 4     | 7      | —                | —                | —                | —                       | —                       | —                       | 18    | 4     | 7      |
| Aucas · Ecuador           | 1.ª           | 2016          | 39    | 8     | 10     | —                | —                | —                | 2                       | 0                       | 0                       | 41    | 8     | 10     |
| Aucas · Ecuador           | Total club    | Total club    | 57    | 12    | 17     | 0                | 0                | 0                | 2                       | 0                       | 0                       | 59    | 12    | 17     |
| C. S. Emelec · Ecuador    | 1.ª           | 2017          | 38    | 14    | 6      | —                | —                | —                | 8                       | 3                       | 0                       | 46    | 17    | 6      |
| C. S. Emelec · Ecuador    | 1.ª           | 2018          | 18    | 9     | 6      | —                | —                | —                | 6                       | 1                       | 0                       | 24    | 10    | 6      |
| C. S. Emelec · Ecuador    | Total club    | Total club    | 56    | 23    | 12     | 0                | 0                | 0                | 14                      | 4                       | 0                       | 70    | 27    | 12     |
| Santos Laguna · México    | 1.ª           | 2018-19       | 26    | 2     | 3      | 3                | 1                | 0                | —                       | —                       | —                       | 29    | 3     | 3      |
| Santos Laguna · México    | 1.ª           | 2019-20       | 2     | 0     | 1      | 0                | 0                | 0                | 2                       | 0                       | 0                       | 4     | 0     | 1      |
| Santos Laguna · México    | 1.ª           | 2020-21       | 11    | 3     | 0      | —                | —                | —                | 0                       | 0                       | 0                       | 11    | 3     | 0      |
| Santos Laguna · México    | 1.ª           | 2021-22       | 12    | 4     | 0      | —                | —                | —                | 0                       | 0                       | 0                       | 12    | 4     | 0      |
| Santos Laguna · México    | 1.ª           | 2022-23       | 1     | 0     | 0      | —                | —                | —                | —                       | —                       | —                       | 1     | 0     | 0      |
| Santos Laguna · México    | Total club    | Total club    | 52    | 9     | 4      | 3                | 1                | 0                | 2                       | 0                       | 0                       | 57    | 10    | 4      |
| Guayaquil City · Ecuador  | 1.ª           | 2023          | 14    | 0     | 0      | —                | —                | —                | —                       | —                       | —                       | 14    | 0     | 0      |
| Guayaquil City · Ecuador  | Total club    | Total club    | 14    | 0     | 0      | 0                | 0                | 0                | 0                       | 0                       | 0                       | 14    | 0     | 0      |
| Querétaro F. C. · México  | 1.ª           | 2023-24       | 5     | 0     | 0      | —                | —                | —                | —                       | —                       | —                       | 5     | 0     | 0      |
| Querétaro F. C. · México  | 1.ª           | 2024-25       | 4     | 1     | 0      | —                | —                | —                | 2                       | 0                       | 0                       | 6     | 1     | 0      |
| Querétaro F. C. · México  | Total club    | Total club    | 9     | 1     | 0      | 0                | 0                | 0                | 2                       | 0                       | 0                       | 11    | 1     | 0      |
| C. A. Aldosivi Argentina  | 1.ª           | 2025          | 16    | 2     | 2      | 2                | 0                | 0                | —                       | —                       | —                       | 18    | 2     | 2      |
| C. A. Aldosivi Argentina  | Total club    | Total club    | 16    | 2     | 2      | 2                | 0                | 0                | 0                       | 0                       | 0                       | 18    | 2     | 2      |
| Total carrera             | Total carrera | Total carrera | 270   | 55    | 38     | 6                | 1                | 0                | 20                      | 4                       | 0                       | 296   | 60    | 38     |
| 1. 2.                     |               |               |       |       |        |                  |                  |                  |                         |                         |                         |       |       |        |

## Palmarés

### Campeonatos nacionales
| Título             | Club            | País    | Año  |
| ------------------ | --------------- | ------- | ---- |
| Serie A de Ecuador | Deportivo Quito | Ecuador | 2011 |
| Serie A de Ecuador | C. S. Emelec    | Ecuador | 2017 |

### Distinciones individuales
| Distinción                                            | Año  |
| ----------------------------------------------------- | ---- |
| Incluido en el 11 ideal de la Copa Banco del Pacífico | 2017 |